# Cereme
Der Cereme  oder  Ciremai ist ein aktiver symmetrischer Stratovulkan in Westjava, Indonesien. Der Vulkan ist der höchste in Westjava. Der letzte Ausbruch fand 1951 statt.

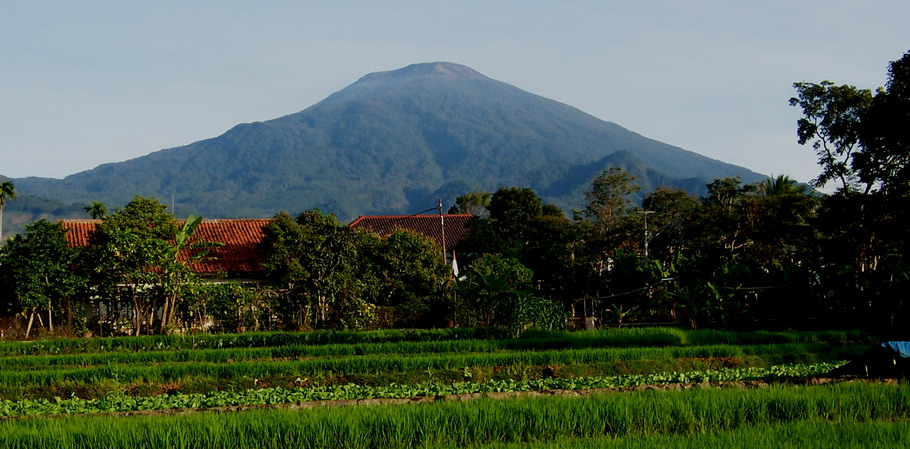